# Altrich
Altrich ist eine Ortsgemeinde im Landkreis Bernkastel-Wittlich in Rheinland-Pfalz. Sie gehört der Verbandsgemeinde Wittlich-Land an.

## Geographie
Altrich liegt etwa vier Kilometer südlich der Kreisstadt Wittlich. Zu Altrich gehört der Ortsteil Büscheid sowie die Wohnplätze Haardt, Kirchhof, Neuenhof, Bahnwärterhaus Sommerkopf und Villa Altrich.

## Geschichte
Altrich wurde im Jahr 952 erstmals urkundlich erwähnt, als der Trierer Erzbischof Ruotbert einem „Wido“ an der Lieser und zu Altrich Land verlehnte, um daraus Wingerten zu machen. In dieser Urkunde wurde der Ort „Altreie“ genannt.  Die benachbarte Stadt Wittlich wurde erst über einhundert Jahre später, im Jahr 1065, erstmals in Urkunden genannt. In einer Stellungnahme des Landeshauptarchivs Koblenz wird auf eine möglicherweise noch ältere Erwähnung des Ortes hingewiesen. In der sogenannten „Echternacher Chronik“, welche der Mönch Theoderich im Jahr 1192 aufschrieb, wird Altrich unter dem Namen „Alta Regia“ auf das Jahr 636 datiert.
Altrich gehörte bis zum Ende des 18. Jahrhunderts zum Kurfürstentum Trier und bildete mit den Orten Büscheid, Haardt und Kirchhof einen eigenen Gerichtsbezirk innerhalb des Amtes Wittlich. Nach einem Weistum aus dem Jahr 1444 lag auch die Dingstätte des Hochgerichts des Amtes Wittlich im heutigen Gemeindegebiet: „In der Laube vor der großen Scheuer zu Kirchhof bei Altrich“.
Nach der Einnahme des Linken Rheinufers durch französische Revolutionstruppen (1794) und der Integration in die Erste Französische Republik gehörte Altrich von 1798 bis 1814 zum Kanton Wittlich im Saardepartement. Auf dem Wiener Kongress (1815) wurde die Region dem Königreich Preußen zugeordnet. Altrich gehörte von 1816 an zum neu gebildeten Kreis Wittlich im Regierungsbezirk Trier, der von 1822 bis 1946 Teil der Rheinprovinz war.
Die Pfarrkirche ist dem hl. Andreas geweiht. Ihr hat die Andreasstraße den Namen zu verdanken.
Seit 1946 gehört der Ort zum damals neu gebildeten Land Rheinland-Pfalz.
Bevölkerungsentwicklung
Die Entwicklung der Einwohnerzahl von Altrich, die Werte von 1871 bis 1987 beruhen auf Volkszählungen:
| Jahr | Einwohner |
| ---- | --------- |
| 1815 | 300       |
| 1835 | 586       |
| 1871 | 704       |
| 1905 | 781       |
| 1939 | 876       |
| 1950 | 970       |

| Jahr | Einwohner |
| ---- | --------- |
| 1961 | 977       |
| 1970 | 1.123     |
| 1987 | 1.399     |
| 1997 | 1.471     |
| 2005 | 1.549     |
| 2017 | 1.683     |

## Politik

### Ortsbürgermeister
Sylvia Stoffel-Leuchter (CDU) wurde am 22. August 2019 Ortsbürgermeisterin von Altrich. Da bei der Direktwahl am 26. Mai 2019 kein Wahlvorschlag eingereicht worden war, oblag die Neuwahl dem Rat, der sich einstimmig für Stoffel-Leuchter entschied. Bei der Direktwahl am 9. Juni 2024 wurde sie mit 86,3 % der Stimmen ohne Gegenkandidaten im Amt bestätigt.
Stoffel-Leuchters Vorgänger waren Heike Knop und Hans-Dieter Bonny, die das Amt jeweils zehn Jahre ausübten.

### Wappen
| Wappen von Altrich | Blasonierung: „Schild Rot und Weiß gespalten, vorne ein weißes Andreaskreuz, hinten 2 (2:1) rote Kugeln.“ |
| Wappen von Altrich | Wappenbegründung: Das Andreaskreuz in der vorderen Schildhälfte steht als Symbol für den im alten Gerichtssiegel, überliefert im Jahre 1764, dargestellten Kirchenpatron Sankt Andreas. Die hintere Schildhälfte erinnert an ein nach Altrich benanntes Rittergeschlecht, das im 14. Jahrhundert nachweisbar ist. Die Farben Rot und Weiß weisen auf die ehemalige Zugehörigkeit zum Kurfürstentum Trier hin. Altrich erhielt mit Genehmigung von 1971 das Recht, ein eigenes Wappen zu führen. |

## Sehenswürdigkeiten
- Römische Mauerreste beim Neuenhof (außerhalb Altrich in Richtung Klausen)
- die „Cusanus-Säulen“ aus der ehemaligen Pfarrkirche, jetzt im Pfarrgarten Andreasstraße 31
- die „dicke Eiche“ – ein Naturdenkmal rund 300 Jahre alt im Südwesten des Dorfes (Verlängerung der Straße Schneidkaul)

Siehe auch:
- Liste der Kulturdenkmäler in Altrich
- Liste der Naturdenkmale in Altrich

## Wirtschaft und Infrastruktur
Die Ortsgemeinde hat einen Kindergarten, eine einzügige Grundschule und einen Mehrzweckbereich mit Turnhalle.
Der nächste Bahnhof ist Wittlich Hbf an der Moselstrecke. Außerdem ist die Errichtung eines Bahnhaltepunkts Altrich geplant.
Beim Gut Kirchhof befindet sich ein Tierheim, das Eifeltierheim Altrich.

## Persönlichkeiten
- Jakob Merrem (1850–1920), Kreisdeputierter und Landrat
- Werner Schüßler (* 1955), Theologe, Philosoph und Hochschullehrer

## Bilder

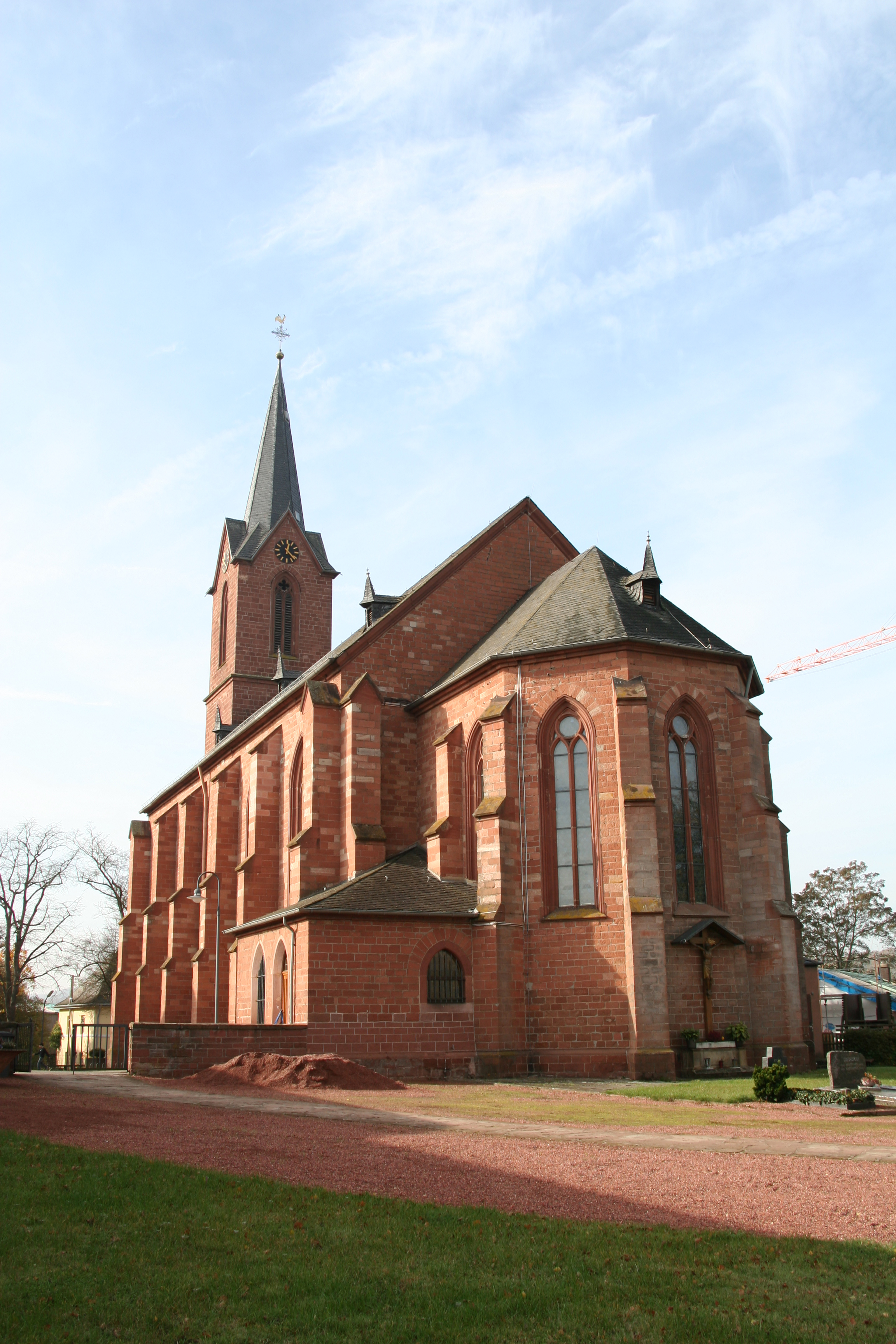
Pfarrkirche St. Andreas
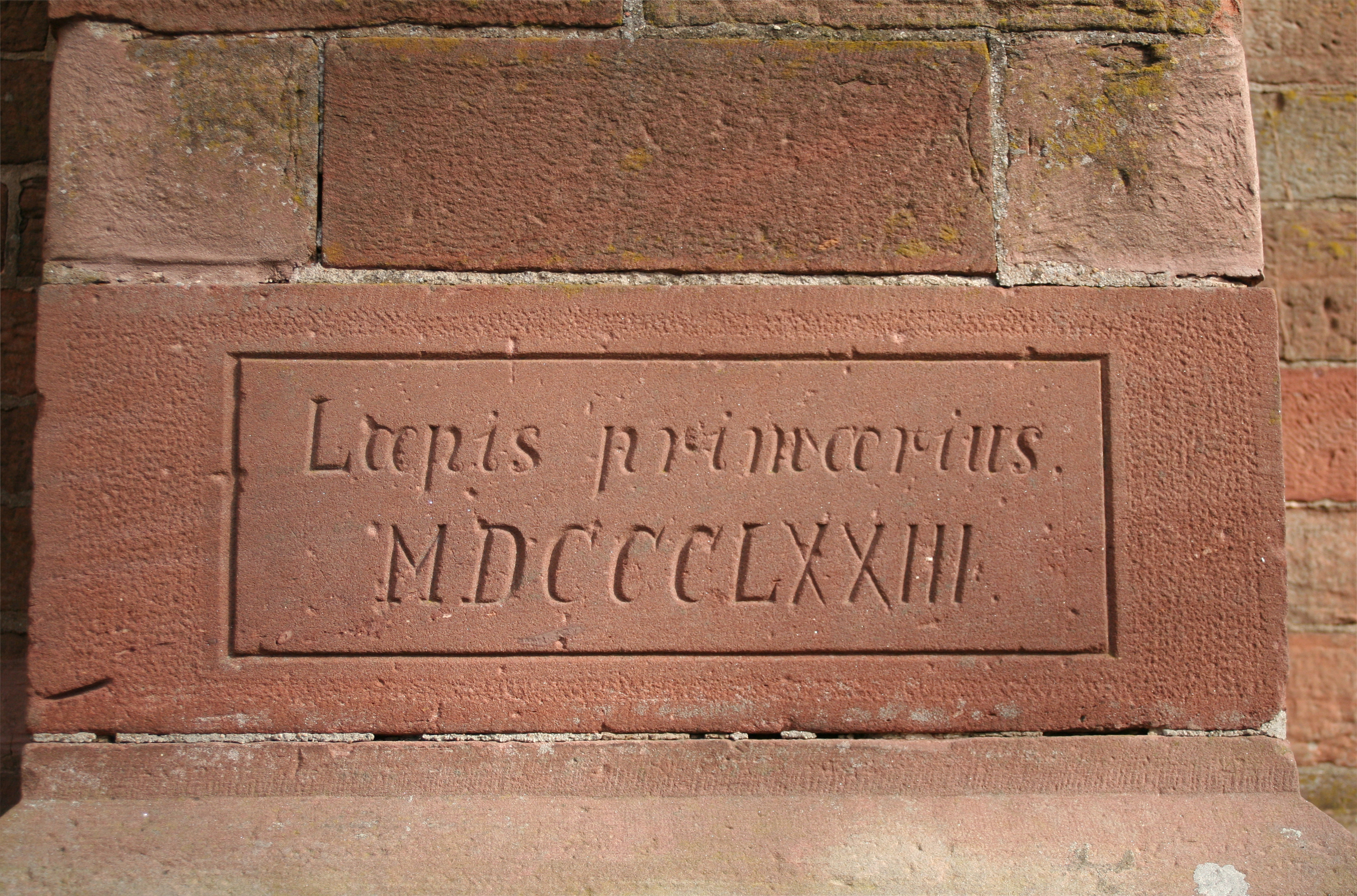
Pfarrkirche St. Andreas
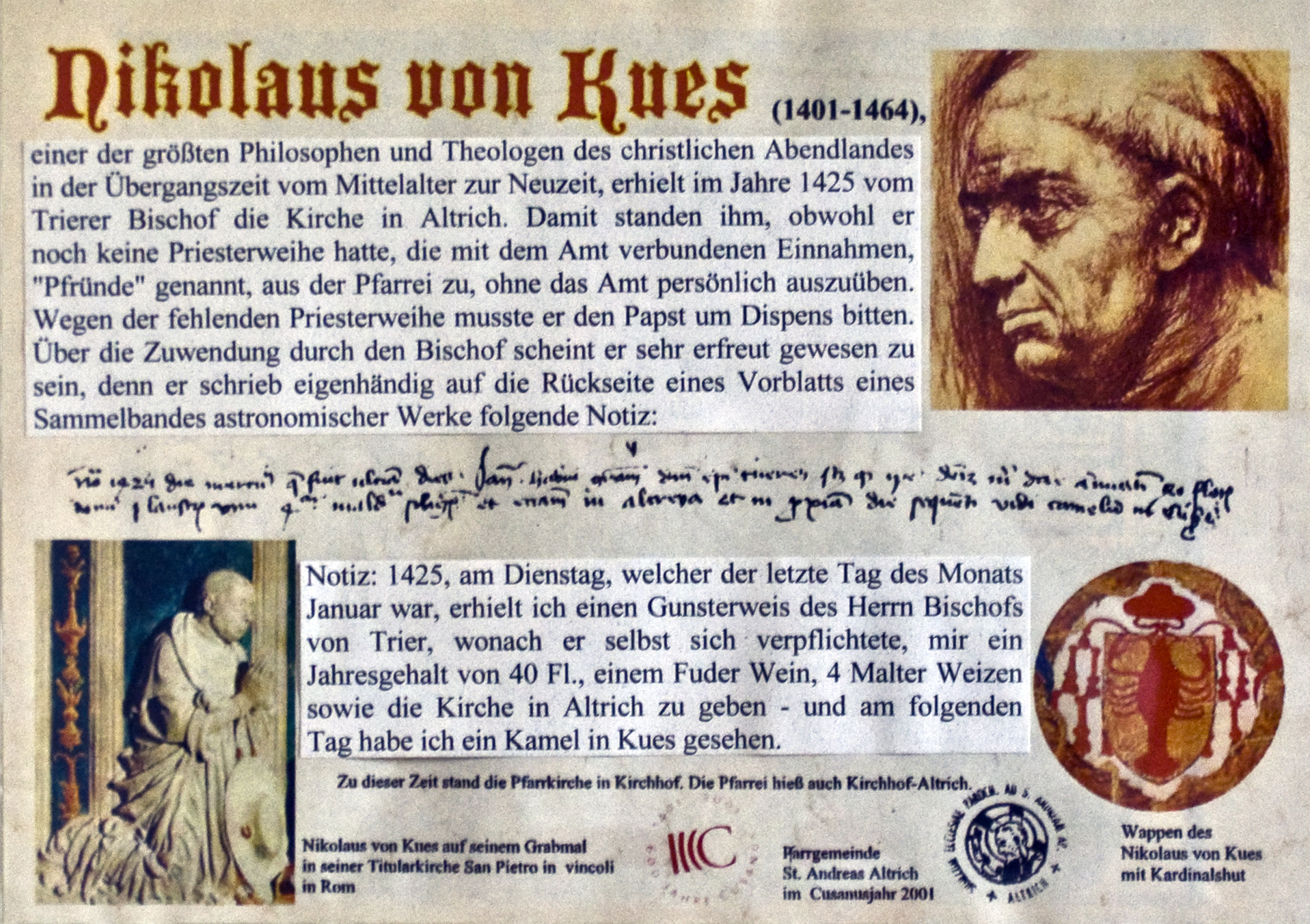
Pfarrkirche St. Andreas
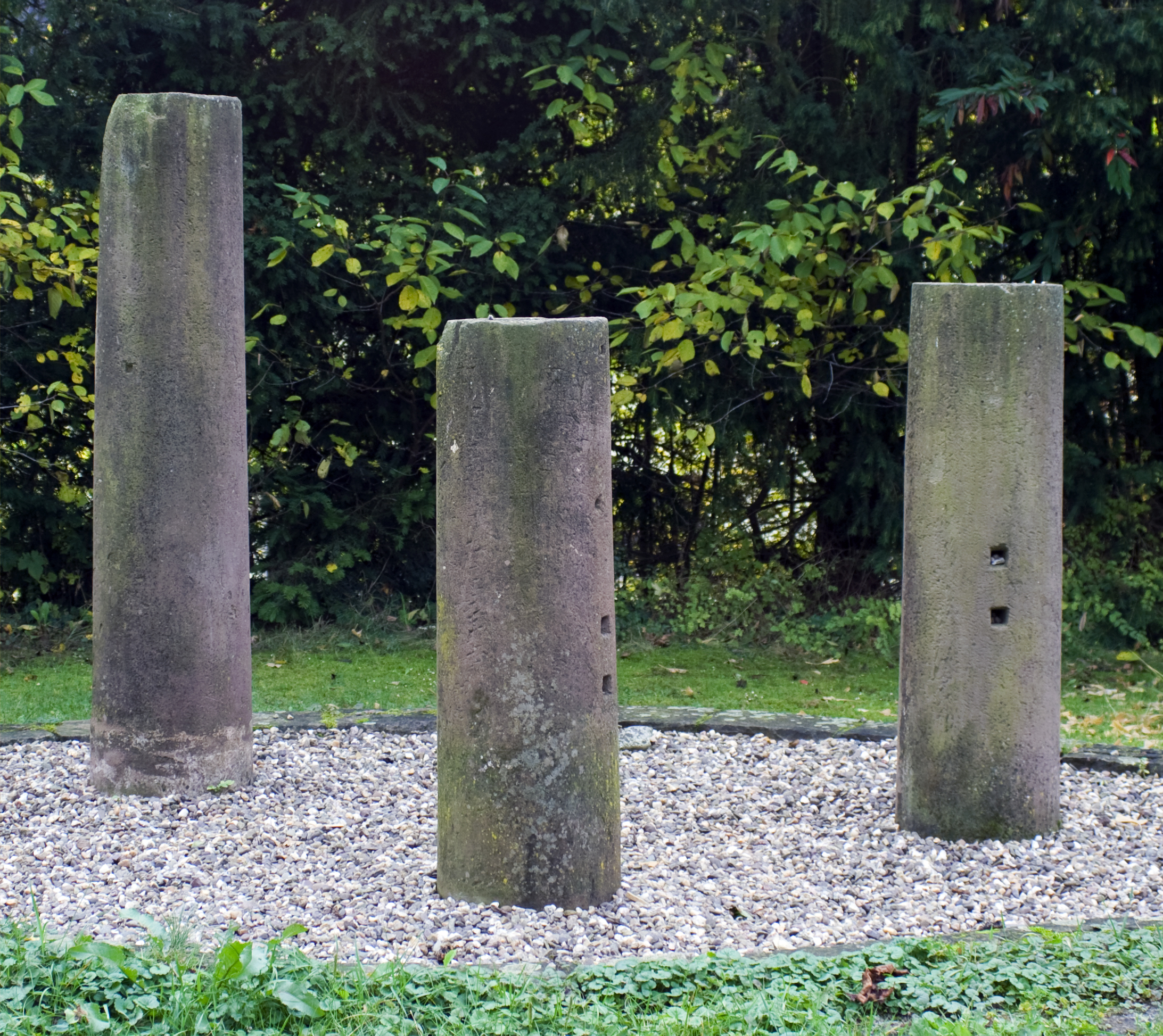
Cusanus-Säulen
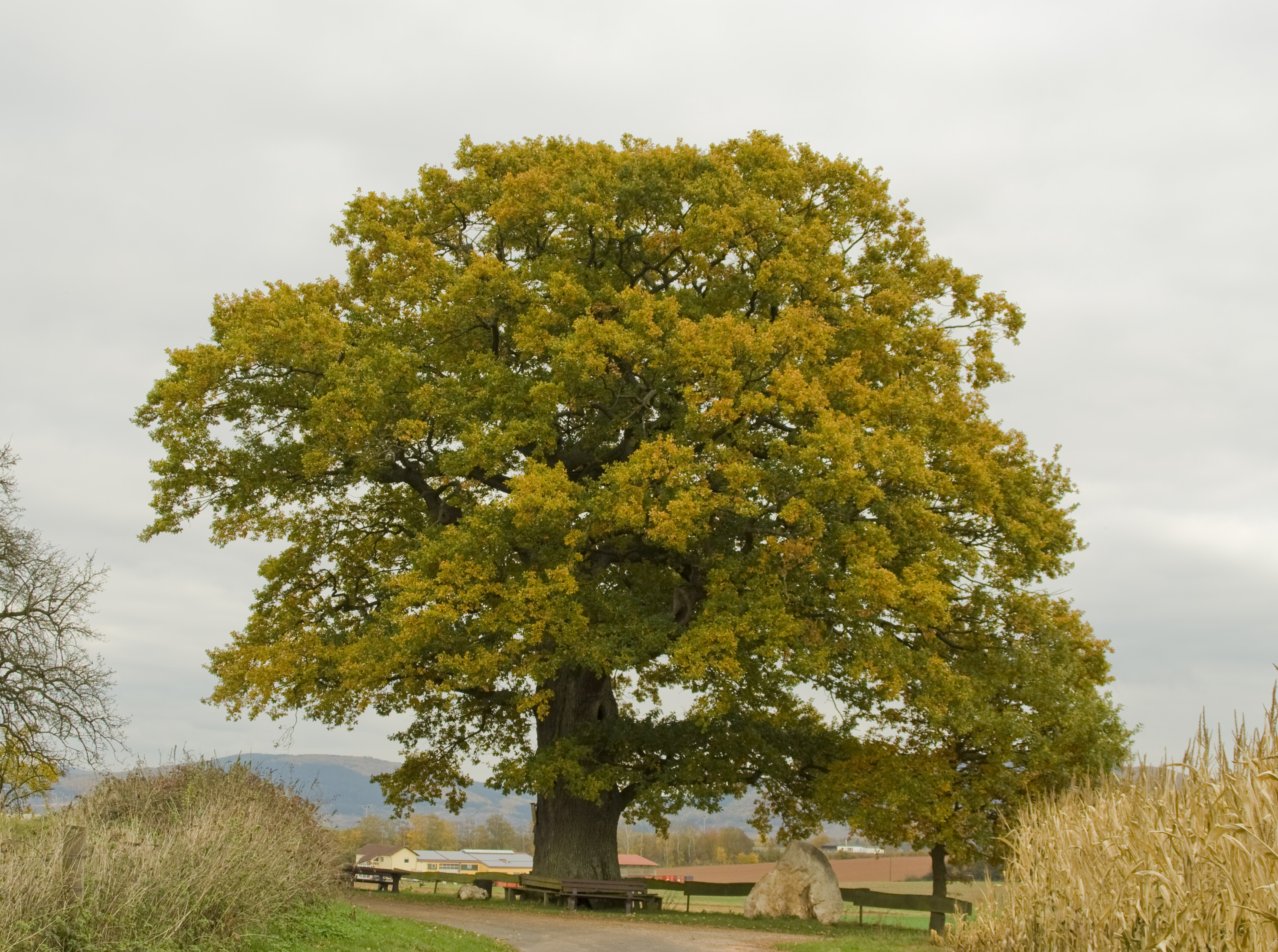
Alte Eiche (Dicke Eiche)
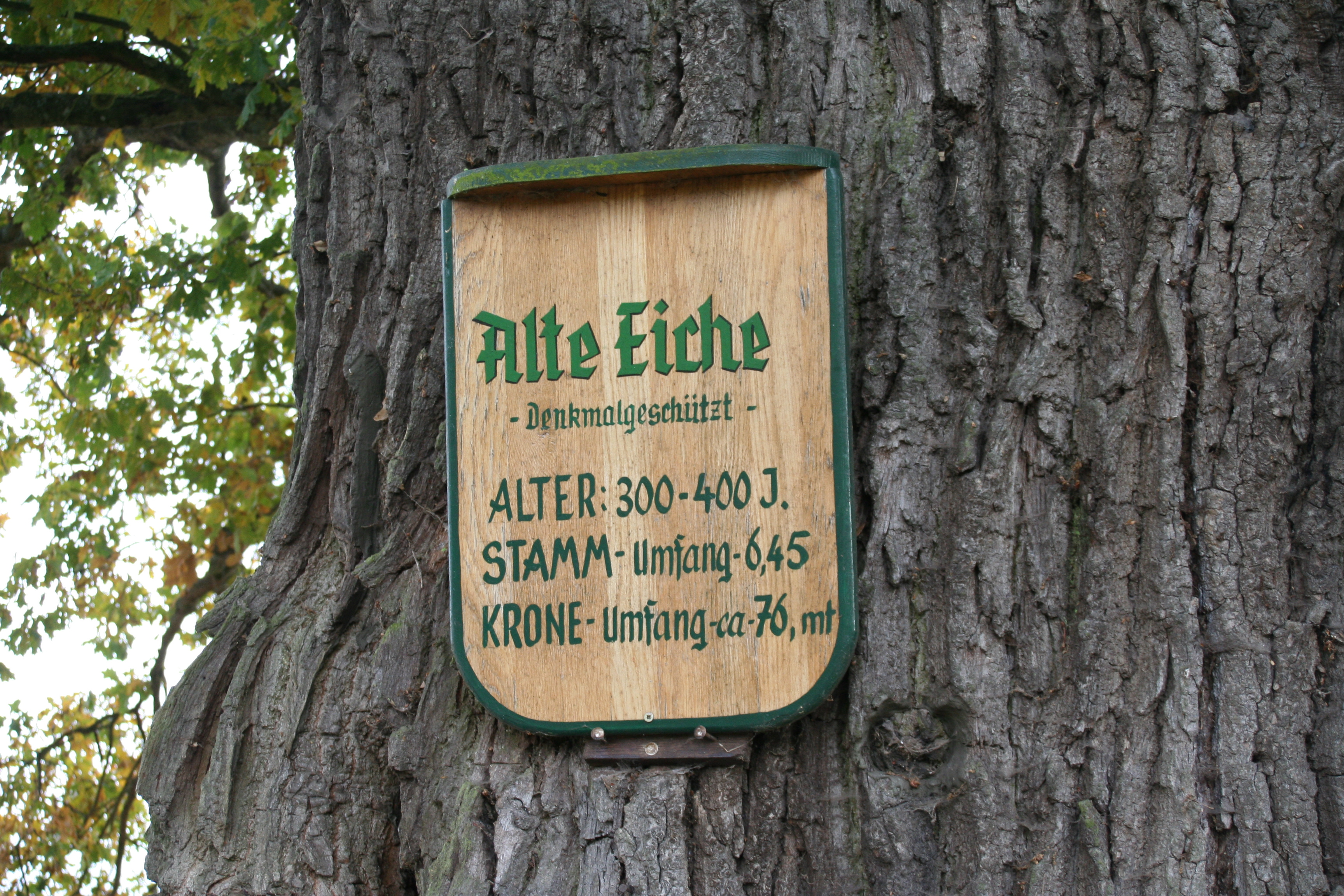
Alte Eiche (Dicke Eiche)
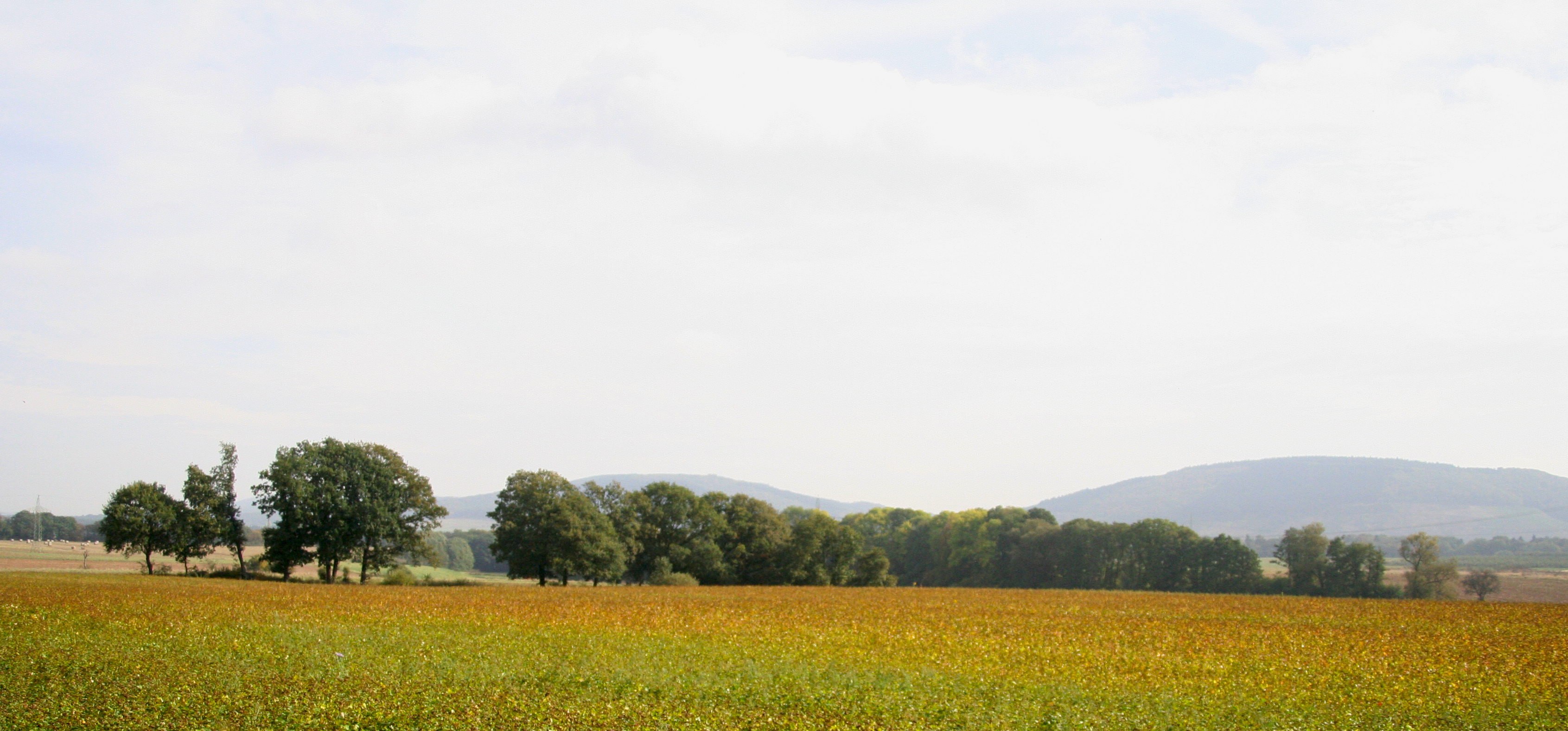
Umland von Altrich
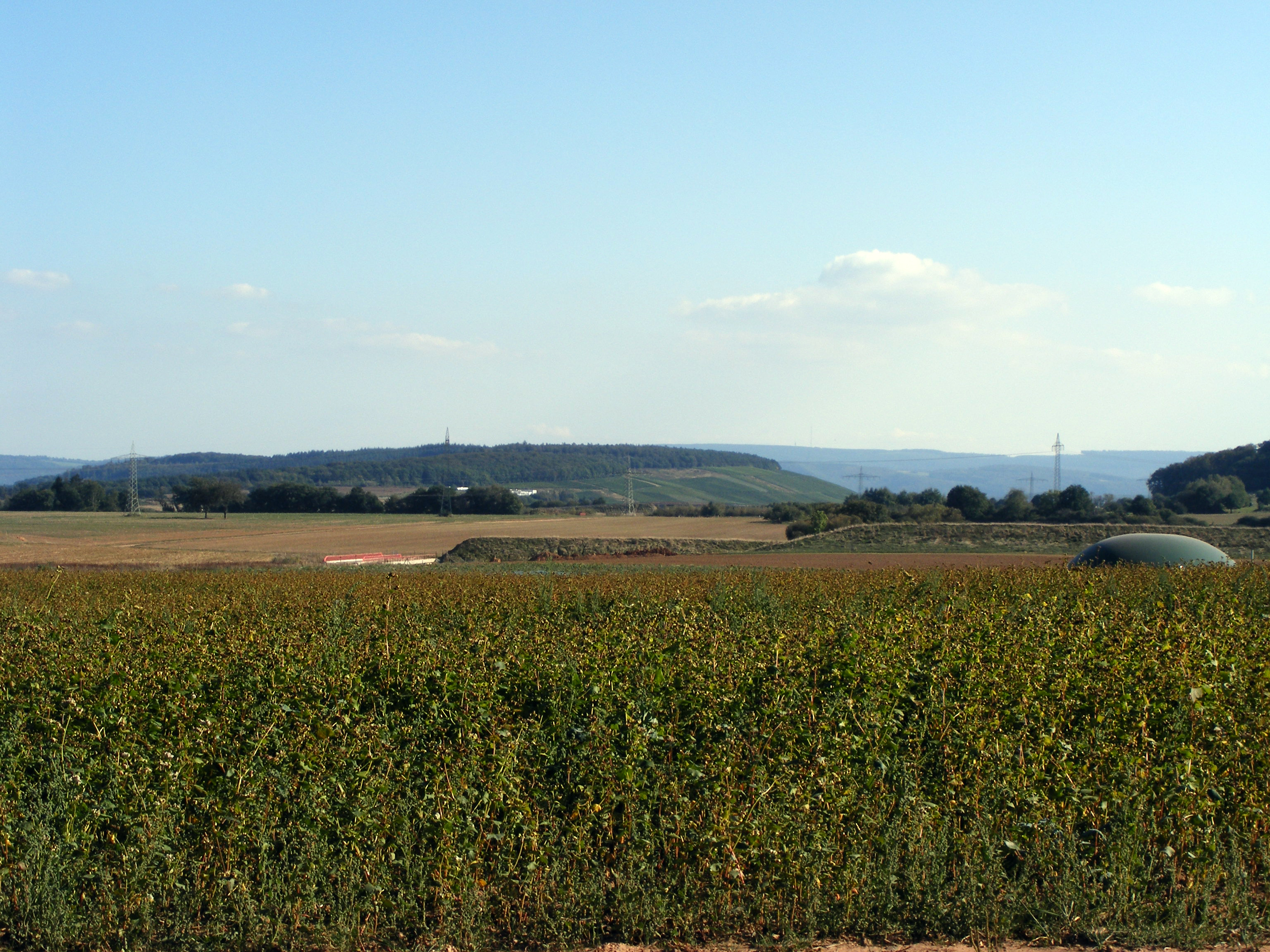
Umland von Altrich